# Smörbultar
Smörbultar (Gobiidae) är en familj i ordningen abborrartade fiskar med 200 släkten och omkring 2 000 arter, vilket gör det till den artrikaste familjen i ordningen. Merparten av arterna återfinns i tropiska vatten.

## Kännetecken
Smörbultar har oftast en långsträckt kropp som liknar en cylinder och ett tjuraktigt huvud med ögon på ovansidan och stor mun. De är oftast små fiskar med 10 centimeters längd med stora, höga fenor. Ryggfenan är tydligt delad i två delar. Hos många arter är de båda bukfenorna sammanvuxna till en sugskiva. Därmed kan de lätt fästa sig på klippor. De flesta smörbultar saknar simblåsa och vistas därför på bottnen, klippor eller på ryggradslösa djur som saknar förmåga att förflytta sig. Det finns bara ett fåtal smörbultar som förekommer i öppet hav. Kroppens färg är anspråkslös, oftast sandfärgad med ett mönster som kamouflage. Flera små arter har bara få pigment och är genomskinliga. Könsdimorfismen är vanligtvis stor hos smörbultarna; hane och hona är ofta olikfärgade. Den i östra Stilla havet levande arten Lythrypnus dalli är med röd grundfärg och blå strimmor färgrikast. Den största arten, Glossogobius giuris, blir ungefär 50 centimeter lång. Några arter, såsom Pandaka pygmaea från Sydostasien och Trimmatom nanus från Indiska oceanen är mycket små. De räknas till de allra minsta fiskarterna och når inte ens en centimeter längd.

## Utbredning
Smörbultar förekommer huvudsakligen i havet från polcirkeln till tropikerna. Trots att de flesta är havsfiskar - som lever i grunda havsområden och på bottnen, där de finner skydd i grottor, korallrev och mellan klippor - är några arter specialiserade på att leva i bräckt och sött vatten, särskilt i Gamla världen. Några arter i underfamiljen Amblyopinae och släktet slamkrypare är anpassade till tidvattenzonen. Slamkrypare har därför förmåga att på land andas luft, när vattnet dragit sig tillbaka. I grottor förekommer smörbultar med förkrympta ögon.
Många smörbultar har mycket begränsade utbredningsområden. I Europa finns två endemiska arter i norra Italien. En av dessa lever i Gardasjön och i Lago Maggiore. Förekomsten av den centralaustraliska arten Chlamydogobius eremius är begränsad till Eyresjön. I hela Australien finns omkring 400 arter, men bara 7 som lever i sötvatten. På flera små öar i Oceanien är smörbultar de enda sötvattenfiskarna.
I Europa finns 19 arter som lever i sötvatten. De flesta av dessa förekommer i Kaukasus och norr om Svarta havet. Större smörbultar är föremål för fiske.

## Levnadssätt

### Arter i sötvatten
Mest kända av alla smörbultar som förekommer i sötvatten är de nio arterna av släktet Brachygobius som förekommer naturligt i Sydostasien och som ofta finns i akvarier. Det är små fiskar med en längd mellan tre och fem centimeter och med gul-svarta band tvärs över kroppen. De förekommer även i bräckt vatten i flodmynningar.

### Sandsmörbultar
Flera tropiska, marina arter är anpassade till livet på sandbottnar mellan korallrev. Dessa tillhör släktena Amblyogobius, Signigobius och Valenciennea. De har oftast ljus kroppsfärg. Dessa fiskar upptar alltid sand i munnen. De ätliga partiklar som finns mellan sandkornen slukas ner och själva sanden faller ut genom gällocken. Under natten och vid fara gömmer sig dessa smörbultar i bon som de själva grävt.

### Tillsammans med andra djur
Flera smörbultar lever i gemenskap med ryggradslösa djur. Dessa förhållanden kan vara symbios, där båda partner tar nytta av gemenskapen. Det finns även relationer där fördelen bara ligger hos smörbultarna, så kallad kommensalism.

## Systematik
Familjen delas vanligtvis i fem underfamiljer med tillsammans cirka 210 släkten och omkring 2 000 arter. Systematiken är fortfarande omstridd. Ständigt upptäcks nya arter. Här listas underfamiljer och släkten.

### Gobiinae
I underfamiljen finns cirka 130 släkten. Hos ingående arter är bukfenorna alltid ombildade till en sugskiva. Denna underfamilj är den artrikaste av alla underfamiljer.

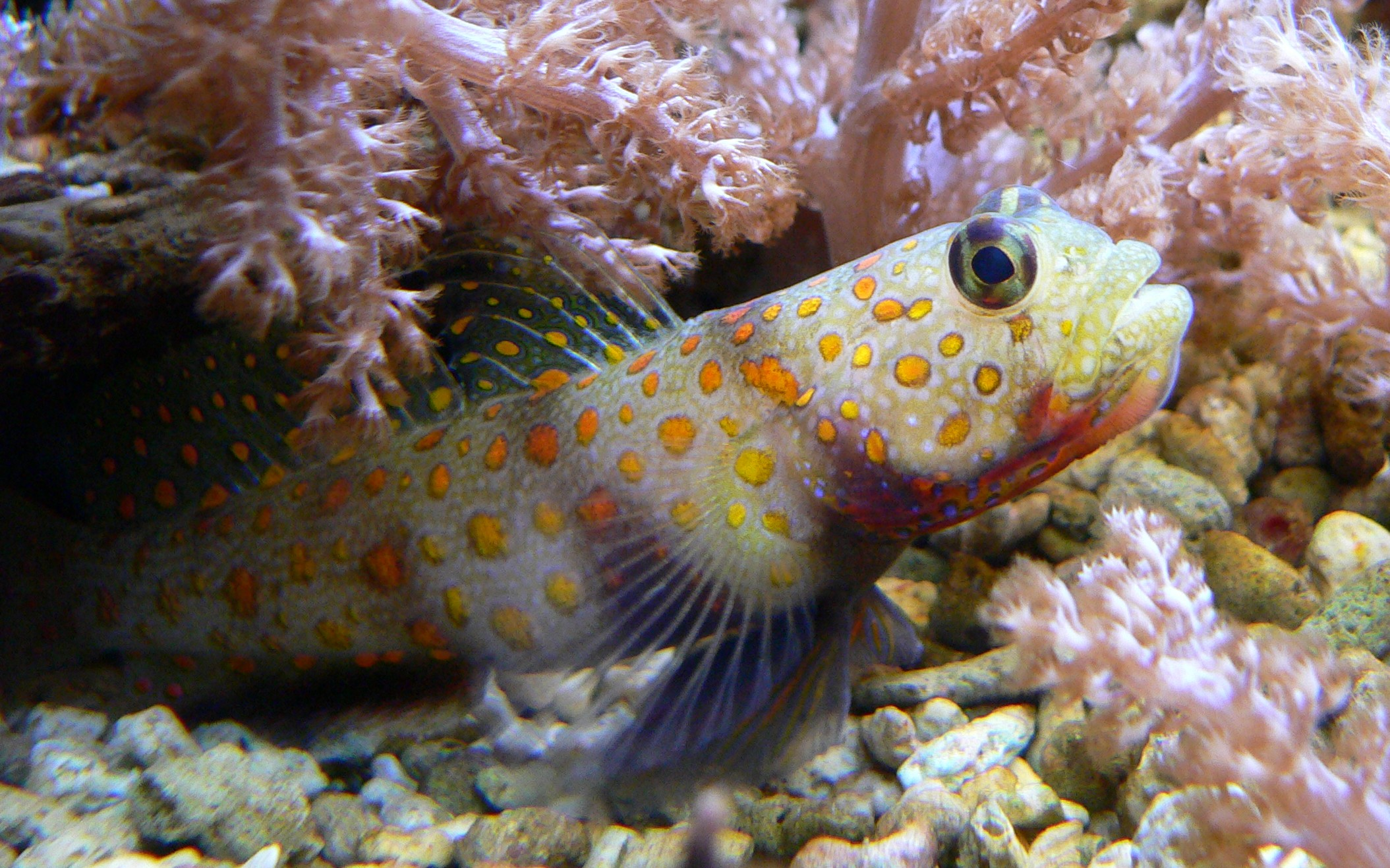
Amblyeleortis guttata
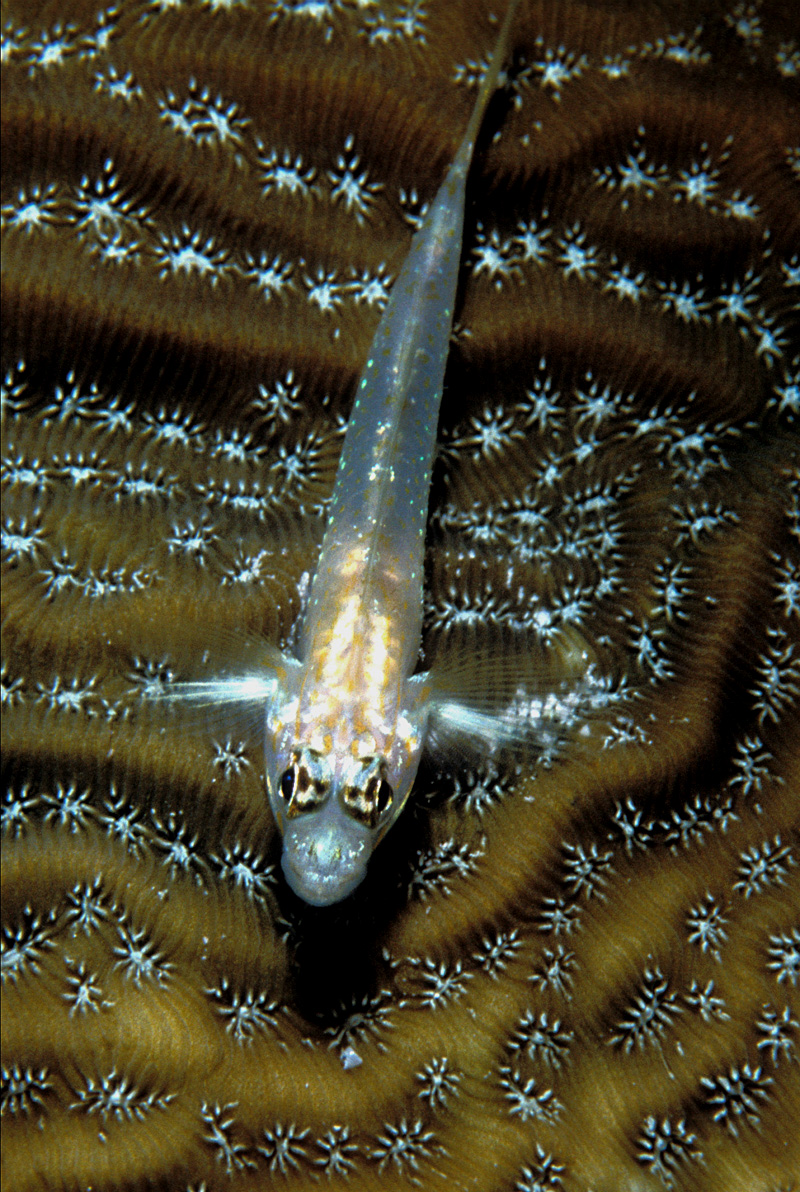
Coryphopterus glaucofraenum
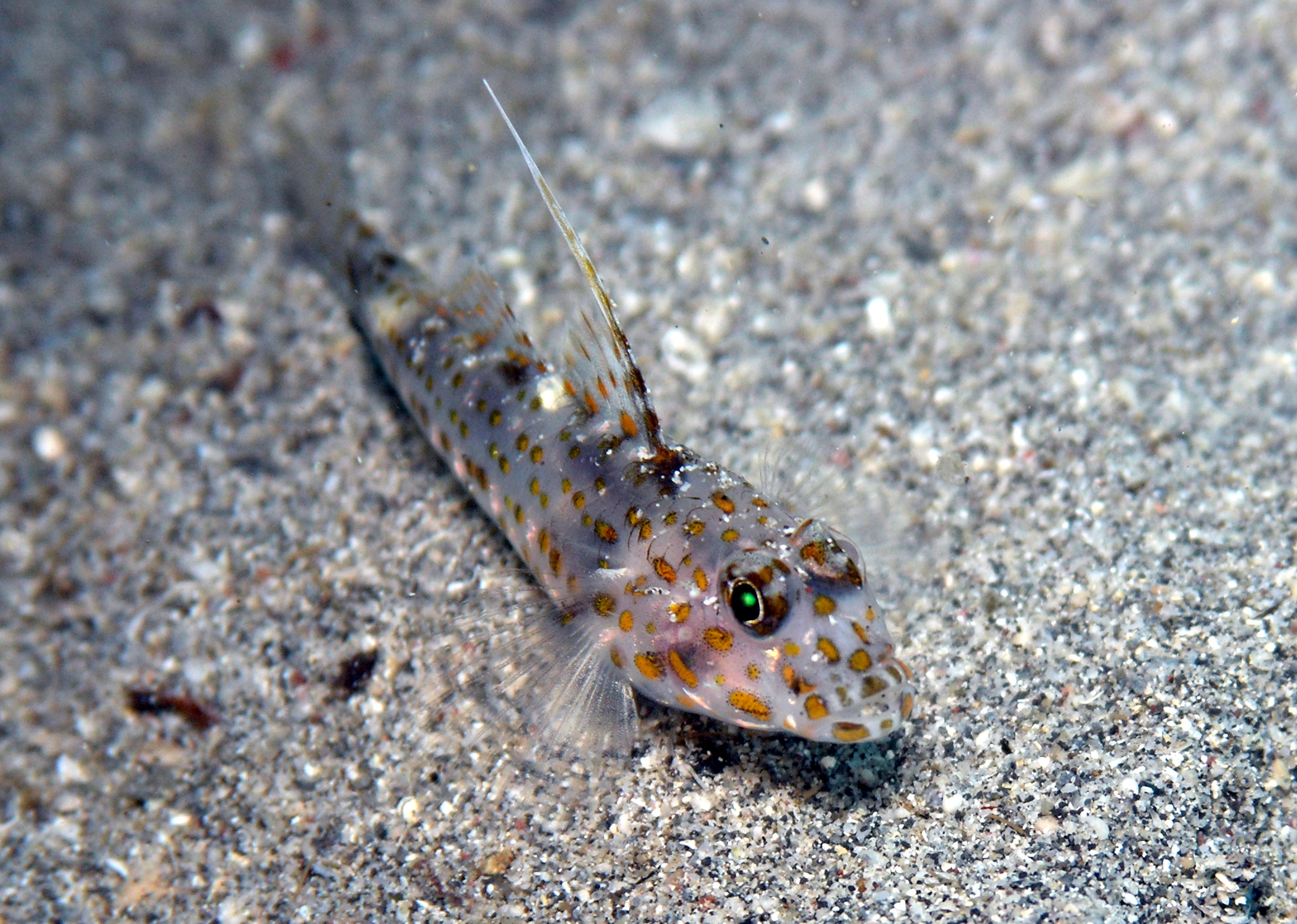
Ctenogobiops tangaroai
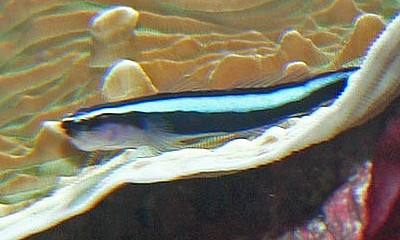
Elacatinus oceanops
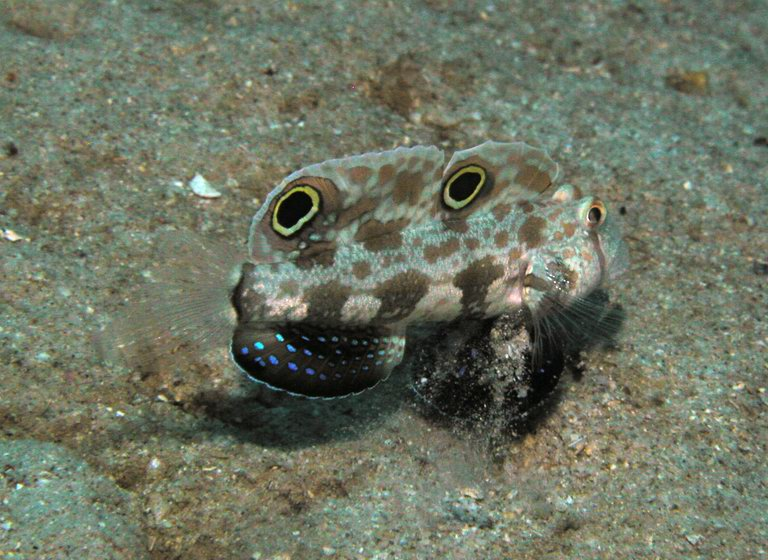
Signigobius biocellatus
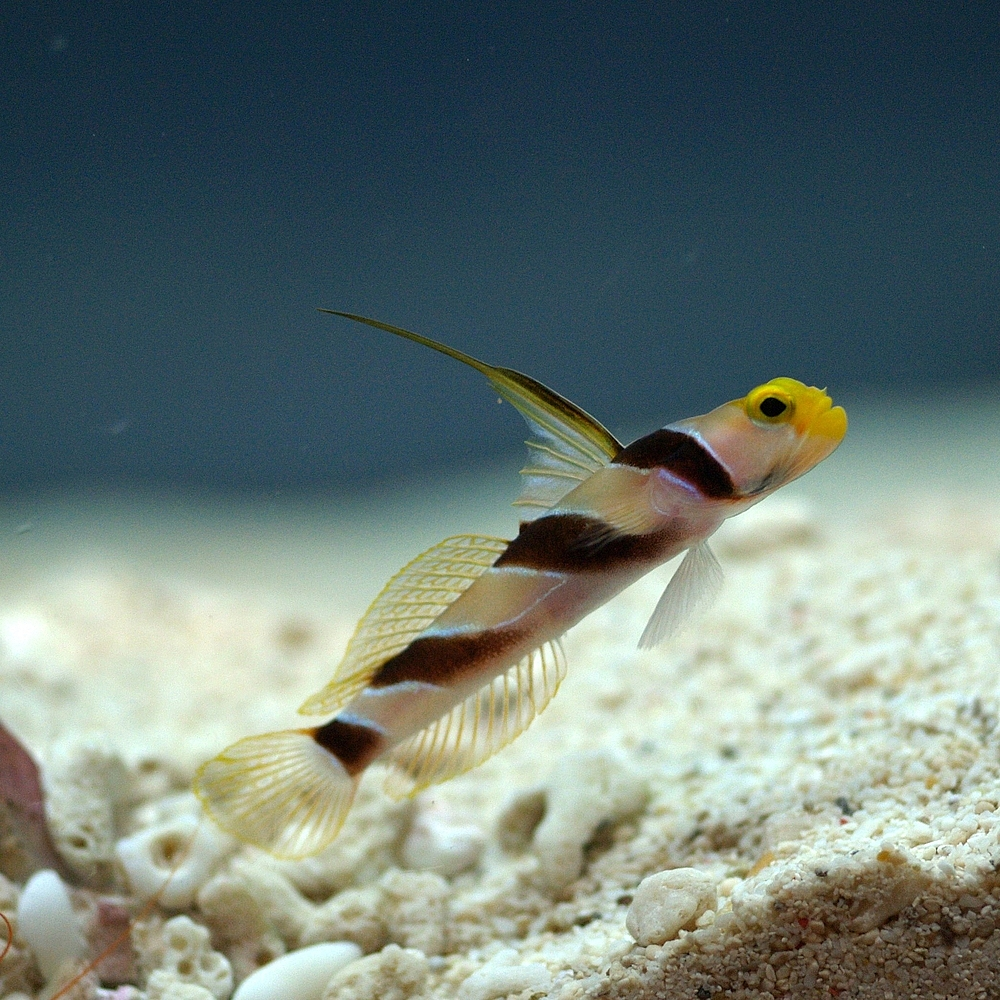
Stonogobiops nematodes
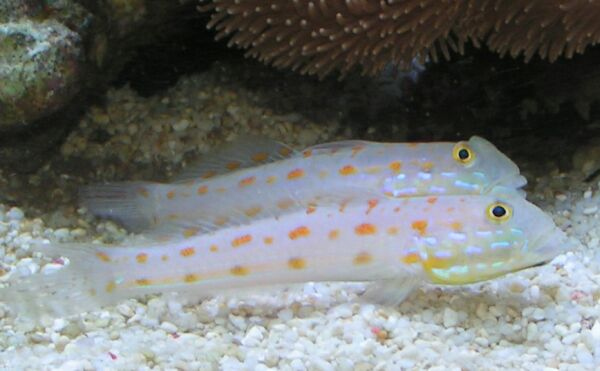
Valenciennea puellaris

| - Acentrogobius - Afurcagobius - Akko - Amblyeleotris - Amblygobius - Amoya - Anatirostrum - Aphia - Arcygobius - Arenigobius - Aruma - Asra - Asterropteryx - Aulopareia - Austrolethops - Barbulifer - Barbuligobius - Bathygobius - Benthophiloides - Benthophilus - Bollmannia - Bryaninops - Buenia - Cabillus - Caffrogobius - Callogobius - Caspiosoma - Chriolepis - Chromogobius - Corcyrogobius - Coryogalops - Coryphopterus - Cristatogobius - Croilia - Cryptocentroides - Cryptocentrus - Crystallogobius - Ctenogobiops - Deltentosteus | - Didogobius - Discordipinna - Drombus - Ebomegobius - Echinogobius - Economidichthys - Egglestonichthys - Ego - Elacatinus - Eleotrica - Enypnias - Evermannia - Evermannichthys - Eviota - Exyrias - Favonigobius - Feia - Flabelligobius - Fusigobius - Gammogobius - Ginsburgellus - Gladiogobius - Glossogobius - Gobiodon - Gobiopsis - Gobiosoma - Gobius - Gobiusculus - Gobulus - Gorogobius - Gymneleotris - Hazeus - Hetereleotris - Heterogobius - Heteroplopomus - Hyrcanogobius - Istigobius - Kelloggella - Knipowitschia | - Larsonella - Lebetus - Lesueurigobius - Lobulogobius - Lophiogobius - Lophogobius - Lotilia - Lubricogobius - Luposicya - Lythrypnus - Macrodontogobius - Mahidolia - Mangarinus - Mauligobius - Mesogobius - Microgobius - Millerigobius - Myersina - Nematogobius - Neogobius - Nes - Nesogobius - Obliquogobius - Odondebuenia - Ophiogobius - Oplopomops - Oplopomus - Opua - Padogobius - Palatogobius - Palutrus - Papillogobius - Parachaeturichthys - Paragobiodon - Paratrimma - Pariah - Parkraemeria - Parrella - Phyllogobius | - Platygobiopsis - Pleurosicya - Polyspondylogobius - Pomatoschistus - Porogobius - Priolepis - Proterorhinus - Psammogobius - Pseudaphya - Psilogobius - Psilotris - Pycnomma - Rhinogobiops - Risor - Robinsichthys - Signigobius - Silhouettea - Siphonogobius - Speleogobius - Stonogobiops - Sueviota - Sufflogobius - Tasmanogobius - Thorogobius - Tomiyamichthys - Trimma - Trimmatom - Tryssogobius - Valenciennea - Vanderhorstia - Vanneaugobius - Varicus - Vomerogobius - Wheelerigobius - Yongeichthys - Zebrus - Zosterisessor |

#### Invasiv art
Den svartmunnade smörbulten, Neogobius melanostomus har hemort i Svarta havet, men förekommer numera både i Östersjön och i Göta älvs mynning, troligen ditförd med fartygs barlastvatten. Den upptäcktes i Finska viken 2005 och finns 2008 hela vägen från kusten vid sydvästra Finland och vidare längs östra östersjökusten ända ner till tyska kusten.
Den svartmunnade smörbulten blir 10–17 cm lång och har sitt habitat från vattenytan ner till ett djup på 30 m.
Arten är svår konkurrent till bl. a. skrubbskädda och rödspätta.

### Gobionellinae
Underfamiljen består av 56 släkten med cirka 500 arter. De är små och lever i tropiska regioner, oftast i sötvatten.

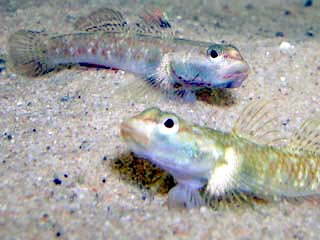
Rhinogobius duospilus

| - Acanthogobius - Amblychaeturichthys - Astrabe - Awaous - Brachygobius - Caecogobius - Calamiana - Chaenogobius - Chaeturichthys - Chasmichthys - Chlamydogobius - Chonophorus - Clariger - Clevelandia - Ctenogobius | - Eucyclogobius - Eugnathogobius - Eutaeniichthys - Evorthodus - Gillichthys - Gnatholepis - Gobioides - Gobionellus - Gobiopterus - Gymnogobius - Hemigobius - Ilypnus - Lepidogobius - Lethops | - Leucopsarion - Luciogobius - Mistichthys - Mugilogobius - Oligolepis - Oxyurichthys - Paedogobius - Pandaka - Papuligobius - Parawaous - Pseudogobiopsis - Pseudogobius - Pseudorhinogobius - Pterogobius | - Quietula - Redigobius - Rhinogobius - Sagamia - Schismatogobius - Stenogobius - Stigmatogobius - Suruga - Synechogobius - Tamanka - Triaenopogon - Tridentiger - Tukugobius - Typhlogobius |

### Amblyopinae
Arterna i denna underfamilj har en särskilt långsträckt kropp och finns över hela världen i tropiska hav och i bräckt vatten. Denna underfamilj omfattar 13 släkten.
| - Amblyotrypauchen - Brachyamblyopus - Caragobius - Ctenotrypauchen | - Gymnoamblyopus - Karsten - Odontamblyopus - Pseudotrypauchen | - Taenioides - Taenioides - Trypauchen - Trypauchenichthys | - Trypauchenopsis |

### Oxudercinae

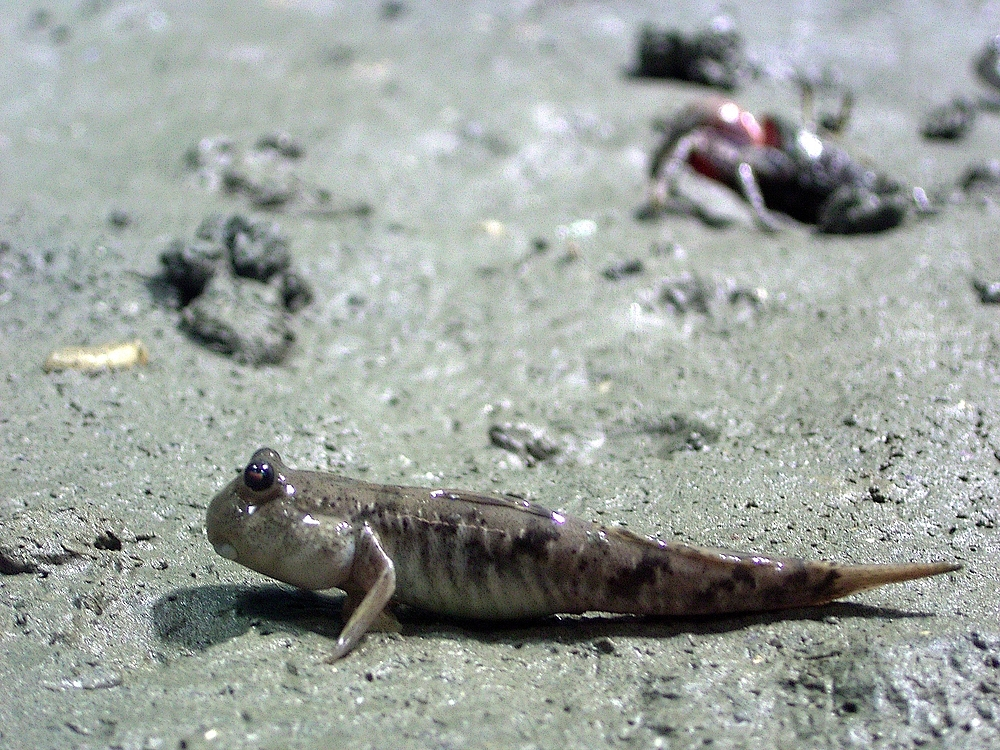
Periophthalmus modestus

Bukfenorna hos dessa fiskar är tjockare än eljest, och används ibland på land när de vill förflytta sig. Mest känt är släktet slamkrypare. Arterna lever i tidvattenzonen av tropiska hav eller i mangroveträsk.
| - Apocryptes Valenciennes in Cuvier & Valenciennes, 1837 - Apocryptodon Bleeker, 1874 - Boleophthalmus Valenciennes in Cuvier & Valenciennes, 1837 - Oxuderces Eydoux & Souleyet, 1850 - Parapocryptes Bleeker, 1874 | - Periophthalmodon Bleeker, 1874 - Periophthalmus Bloch & Schneider, 1801 - Pseudapocryptes Bleeker, 1874 - Scartelaos Swainson, 1839 - Zappa Murdy, 1989 |

### Sicydiinae
I underfamiljen finns 7 släkten med tillsammans cirka 100 arter. De förekommer vanligtvis i sötvatten eller bräckt vatten i tropikerna. Larverna utvecklas oftast i öppet hav. Några arter är bra anpassade till livet i snabbt flytande vattendrag.
| - Awaous Valenciennes in Cuvier & Valenciennes, 1837 - Cotylopus Guichenot, 1863 - Lentipes Günther, 1861 - Sicydium Valenciennes in Cuvier & Valenciennes, 1837 | - Sicyopterus Gill, 1860 - Sicyopus Gill, 1860 - Stiphodon Weber, 1895 |